# اجوود (کنتاکی)
اجوود (به انگلیسی: Edgewood) شهری در ایالت کنتاکی کشور ایالات متحده آمریکا است که جمعیت آن در سرشماری سال ۲۰۱۰ میلادی، ۸٬۵۷۵ نفر بوده‌است.